# 多克隆位点

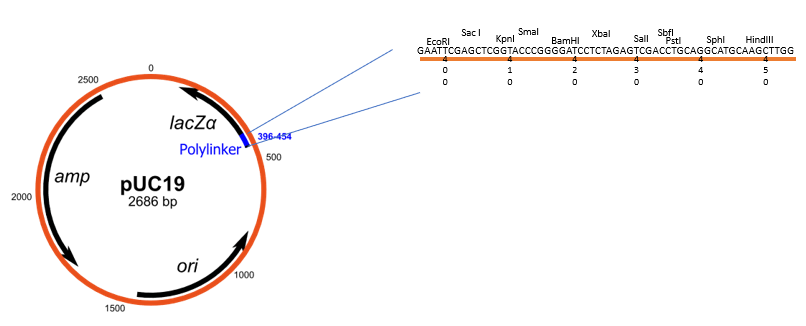
质粒pUC19的多克隆位点，带有EcoRI、XbaI、HindIII等多个酶切位点

多克隆位点（MCS）又称多重選殖位，也称多位点人工接头简称多接头，是指人工合成的一段DNA序列，作为DNA载体且含有多个限制内切酶识别位点（最多可达20个），能为外源DNA提供多种可插入的位置或插入方案。工程质粒（engineered plasmid）中常含 MCS，可让一段或多段 DNA 插入该区域中，此工程质粒作为载体，可接着再插入另一端 DNA 或（细菌、真菌）宿主中。
有时随语境不同，“多接头”是指这种基因工程的工具，而“多克隆位点”是指利用多接头插入后形成的识别位点。